# Liste der Schutzgebiete in Natur- und Landschaftsschutz in Jena
In der Liste der Schutzgebiete in Natur- und Landschaftsschutz in Jena sind alle Naturdenkmale, Naturschutzgebiete, Landschaftsschutzgebiete, FFH-Gebiete und Europäischen Vogelschutzgebiete im Gebiet der thüringischen Stadt Jena und ihrer Ortsteile aufgelistet. Grundlage sind die Einträge in Schutzlisten von europäischer bis regionaler Ebene.

## Naturdenkmale

### Bäume
| Dok-Nr. | Bezeichnung                 | Botanische Bezeichnung      | Lage                                                                         | Gemarkung        | Beschreibung | Bild            |
| ------- | --------------------------- | --------------------------- | ---------------------------------------------------------------------------- | ---------------- | --- | --------------- |
| 1958-01 | Stieleiche                  | Quercus robur               | Östlich von Closewitz an der oberen Waldkante (Lage)                         | Closewitz        | Umfang 4,65 Meter, Alter über 300 Jahre. Im Freistand aufgewachsen und daher nicht regelmäßig beschnitten, wodurch sich eine beachtliche Krone entwickeln konnte. Am Fuß befindet sich ein Grenzstein, die Eiche markierte vermutlich die Grenze zwischen Closewitz und Zwätzen                                                         | weitere Bilder  |
| 1963-01 | Kaukasische Flügelnuss      | Pterocarya fraxinifolia     | (Lage)                                                                       | Jena             | |                 |
| 1963-02 | Bismarck-Eiche (Stieleiche) | Quercus robur               | Ecke Sellierstraße/Ernst-Haeckel-Straße, Straßeninsel am Kreisverkehr (Lage) | Jena             | Gepflanzt vom Jenaer Bürgerverein am 1. April 1885 anlässlich des 70. Geburtstags Otto von Bismarcks, Höhe ca. 22 Meter. Eine Steinplatte mit der Geschichte des Baums ist verschollen. |                 |
| 1963-03 | Japanischer Schnurbaum      | Styphnolobium japonicum     | (Lage)                                                                       | Jena             | |                 |
| 1963-04 | Blutbuchen (8 Bäume)        | Fagus sylvatica f. purpurea | Alexander-Puschkin-Platz (Lage)                                              | Jena             | Zwei Gruppen mit je 4 Bäumen, gepflanzt um 1900, Höhe ca. 29 Meter |                 |
| 1963-05 | Rosskastanie                | Aesculus hippocastanum      | Kronfeldstraße/Otto-Schott-Straße (Lage)                                     | Jena             | gepflanzt um 1920 |                 |
| 1963-06 | Eibe                        | Taxus                       | Philosophenweg 44(Lage)                                                      | Jena             | | weitere Bilder  |
| 1963-07 | Baumhasel                   | Corylus colurna             | Philosophenweg 3–5, Kindergarten der Psychiatrie (Haus Nr. 5) (Lage)         | Jena             | gepflanzt um 1900 |                 |
| 1963-08 | Kandelaber-Lärche           | Larix decidua               | Auf dem Tatzend, hinter dem Landschulheim (Lage)                             | Jena             | gepflanzt ca. 1870, der Name bezeichnet die eigenartige mehrarmige Wuchsform (lat. candelabrum: Mehrarmiger Kerzenleuchter) | weitere Bilder  |
| 1963-09 | Winterlinde                 | Tilia cordata               | Auf dem Tatzend, rechts neben dem Landschulheim (Lage)                       | Jena             | gepflanzt um 1850, Höhe ca. 22 Meter | weitere Bilder  |
| 1963-10 | Brätzel-Linde               | Tilia platyphyllos          | Jenaer Forst (Lage)                                                          | Jena             | Alter über 200 Jahre, Umfang 3,45 Meter. Vermutlich aufgrund ihrer ungewöhnlichen Wuchsform nach einer Brezel benannt. | weitere Bilder  |
| 1963-11 | 7 Hainbuchen                | Carpinus belutus            | (Lage)                                                                       | Jena             | Heute noch 5 Bäume vorhanden, Höhe 17–19 Meter, gepflanzt um 1930, Grund der Unterschutzstellung unbekannt. | weitere Bilder  |
| 1963-12 | Dicke Buchen (2 Baumstämme) | Fagus sylvatica             | Jenaer Forst (Lage)                                                          | Jena             | gepflanzt um 1850, Grund der Unterschutzstellung unbekannt | weitere Bilder  |
| 1996-01 | Rotbuche                    | Fagus sylvatica             | Neugasse 23–25/Hof der Biologisch-Pharmazeutischen Fakultät der FSU (Lage)   | Jena             | gepflanzt 1885 |                 |
| 1996-02 | Rotbuche                    | Fagus sylvatica             | Knebelstraße 2 (Lage)                                                        | Jena             | 1833 gepflanzt |                 |
| 1996-03 | Japanischer Schnurbaum      | Sophora japonica            | Fürstengraben/Ecke Schlossgasse (Lage)                                       | Jena             | gepflanzt um 1900 |                 |
| 1996-04 | Platane                     | Platanus x hispanica        | Fürstengraben 1, Universitatshauptgebäude (Lage)                             | Jena             | 1908 zur Eröffnung des Universitätshauptgebäudes gepflanzt |                 |
| 1996-05 | Platane                     | Platanus x hispanica        | Platanenhaus (Lage)                                                          | Jena             | |                 |
| 1996-06 | Silberweide                 | Salix alba Saale            | Am Neutor/Südseite Leutra-Mündung (Lage)                                     | Jena             | Gepflanzt um 1900, bizarre Wuchsform mit 2 im Boden verwurzelten Ästen |                 |
| 1996-07 | Traubeneiche                | Quercus petraea             | Sickingenstraße/Erfurter Straße                                              | Jena             | |                 |
| 1996-08 | Baumhasel                   | Corylus colurna             | Landgrafenstieg 2                                                            | Jena             | |                 |
| 1996-09 | Stieleiche                  | Quercus robur               | Käthe-Kollwitz-Straße/Feuerwehr                                              | Jena             | gepflanzt 1880 |                 |
| 1996-10 | Gemeine Esche               | Fraxinus excelsior          | Saalbahnhofstraße 23                                                         | Jena             | gepflanzt 1930 |                 |
| 1996-11 | Rosskastanie                | Aesculus hippocastanum      | Zwätzengasse 17                                                              | Jena             | |                 |
| 1996-12 | Bergahorn                   | Acer pseudoplatanus         | Fürstengraben 18, Hof des Frommanschen Hauses                                | Jena             | gepflanzt ca. 1920 |                 |
| 1996-13 | Sommerlinde                 | Tilia platyphyllos          | Weidenweg                                                                    | Löbstedt         | Umfang 4,60 Meter, Alter über 400 Jahre. Auch Unterlinde genannt. |                 |
| 1996-14 | Pyramideneiche              | Quercus robur "Fastigiata"  | Westbahnhofstraße 2/Ernst-Haeckel-Platz (Lage)                               | Jena             | gepflanzt 1910 |                 |
| 1996-15 | 9 Speierlinge               | Sorbus domestica            | Auf dem Horlberge bei Ziegenhain (Lage)                                      | Ziegenhain       | gepflanzt um 1940 | weitere Bilder  |
| 1996-16 | Sommerlinde                 | Tilia platyphyllos          | Gut Zwätzen (Lage)                                                           | Zwätzen          | Umfang 4,10 Meter, Alter ca. 200 Jahre. Früher beherrschender Baum des Gutes, 1996 stark zurückgeschnitten und Krone verspannt. | weitere Bilder  |
| 1996-17 | Platane                     | Platanus x hispanica        | Lutherstraße/Melanchtonstraße                                                | Jena             | |                 |
| 1996-18 | Ginkgo                      | Ginkgo biloba               | Am Planetarium 9, gegenüber Arvid-Harnack-Straße                             | Jena             | gepflanzt 1920 |                 |
| 1996-19 | Sommerlinde ("Sternlinde")  | Tilia platyphyllos          | Der Stern (Lage)                                                             | Jena             | Höhe ca. 18 Meter, Umfang 2,25 Meter. Die Linde wurde 1870 mit der Anlage des Sterns gepflanzt, einem Platz im Jenaer Forst mit sternförmigen Sichtachsen zu markanten Punkten in der Jenaer Umgebung. | weitere Bilder  |
| 1996-20 | Elsbeere                    | Sorbus torminalis           | Jenaer Forst, bei den 7 Buchen                                               | Jena             | gepflanzt um 1910 | Bild gesucht BW |
| 1996-21 | 5 Schwarzpappeln            | Populus nigra               | Stadtrodaer Straße/rechtes Saaleufer in Höhe Unterwöllnitz (Lage)            | Wöllnitz         | Alter ca. 100 Jahre, zwei Exemplare bereits abgestorben und gefällt | weitere Bilder  |
| 1996-22 | Hupeh-Stinkesche            | Euodia hupehensis           | Scharnhorststraße 1, Ecke Dornburger Straße (Lage)                           | Jena             | gepflanzt um 1950 |                 |
| 1996-23 | Rotbuche                    | Fagus sylvatica             | Schillbachstraße 44 (Lage)                                                   | Jena             | | weitere Bilder  |
| 1996-24 | Sommerlinde                 | Tilia platyphyllos          | Erfurter Straße, Papiermühle (Lage)                                          | Jena             | Höhe ca. 11 Meter, Umfang ca. 6 Meter. Mit einem Alter von ca. 300 Jahren ist sie der älteste bekannte Baum Jenas. |                 |
| 2006-01 | Gemeine Eibe                | Taxus baccata               | Grünanlage Kirche, Dorfstraße 1 (Lage)                                       | Closewitz        | Weibliches, dreistämmiges Exemplar, gepflanzt um 1880, Höhe ca. 10 Meter |                 |
| 2006-02 | Traubeneiche                | Quercus petraea             | ”Grenzbaum” (Lage)                                                           | Closewitz        | gepflanzt 1921, Höhe ca. 15 Meter, könnte zur Markierung der Grenze Closewitz/Rödigen gedient haben, auch wenn die Eiche nach heutiger genauer Messung etwas abseits der Grenze steht. |                 |
| 2006-03 | Feldulme                    | Ulmus carpinifolia          | Grünanlage Jenaer Straße (Lage)                                              | Cospeda          | gepflanzt um 1900, Höhe ca. 22 Meter | weitere Bilder  |
| 2006-04 | Stieleiche                  | Quercus robur               | Marschall-Lannes-Weg/Im Weidigt (Lage)                                       | Cospeda          | gepflanzt um 1750, Höhe ca. 19 Meter | weitere Bilder  |
| 2006-05 | Sommerlinde                 | Tilia platyphyllos          | Am Vorwerk (Lage)                                                            | Drackendorf      | Gepflanzt um 1880, Höhe ca. 16 Meter. Die Linde befindet sich an der Stelle des ehemaligen Vorwerks Drackendorf, das zunächst als Wirtschaftsgut der Lobdeburg diente, zeitweise zum Rittergut Drackendorf gehörte und nach dem Zweiten Weltkrieg aufgegeben wurde. Bis zum Abriss 1959 wurde es anschließend von Segelfliegern genutzt |                 |
| 2006-06 | Elsbeere                    | Sorbus torminalis           | Waldrand (Lage)                                                              | Ilmnitz          | gepflanzt um 1900, Höhe ca. 20 Meter, Stammumfang 2,2 Meter |                 |
| 2006-07 | Stieleiche                  | Quercus robur               | Der Hahnweg (Lage)                                                           | Laasan           | gepflanzt um 1800, Höhe ca. 22 Meter | weitere Bilder  |
| 2006-08 | Sommerlinde                 | Tilia platyphyllos          | Dorfplatz (Lage)                                                             | Vierzehnheiligen | Gepflanzt um 1850, Höhe ca. 17 Meter, Umfang 4,10 Meter. Der Dorfplatz von Vierzehnheiligen war seit jeher mit Linden bepflanzt, unter denen zur Zeit der Wallfahrt das Prangergericht gehalten wurde. Vermutlich handelt es sich bei diesem Baum um einen Nachfolger dieser Linden.                                                    |                 |

### Geologische Naturdenkmale
| Nr. | Objektbezeichnung                             | Gemarkung            | Geologische Besonderheiten | Wikidata | Bild           |
| --- | --------------------------------------------- | -------------------- | --- | -------- | -------------- |
| 1   | Aufschluss im Chirotheriensandstein bei Wogau | Jenaprießnitz (Lage) | Chirotheriensandstein der Solling-Folge, hängende Basisgipse der Unteren Röt-Folge                                                                       |          |                |
| 2   | Gipsschlotten am Hausberg "An der Leite"      | Wenigenjena (Lage)   | Strudelförmige Verkarstung im Basisgips der Unteren Röt-Folge                                                                                            |          | weitere Bilder |
| 3   | Mergelgrube Göschwitz                         | Göschwitz (Lage)     | Bergbaulicher Aufschluss von Tenuisbank, Sauriersandstein, Muschelkalkbrekzie, Rhizikoralliumbank, Knollengipsterrassen der Unteren und Oberen Röt-Folge |          | weitere Bilder |
| 4   | "Ulmers Ruh" am Nordhang des Hausberges       | Wenigenjena (Lage)   | Oberer Buntsandstein Myophorienfolge; strohgelbe Kalke (Myophorienfolge) und gelbe Grenzbank (Wellenkalk); Wellenkalk im unteren Muschelkalk             |          |                |

## Flächennaturdenkmale
Derzeit verfügt die Stadt Jena über zehn Flächennaturdenkmale (FND). Dabei handelt es sich um kleinere Schutzgebiete, die nach DDR-Naturschutzrecht ausgewiesen wurden und deren Schutzstatus weiterhin fortbesteht.
| Gebiets-Nr. | Gebietsbezeichnung            | Verordnung vom / Beschluss vom      | Fläche (ha) | Lage   | Wikidata | Bild           |
| ----------- | ----------------------------- | ----------------------------------- | ----------- | ------ | -------- | -------------- |
| 3           | Steinbruch bei Wöllnitz       | 07.06.1967                          | 1,81        | (Lage) |          |                |
| 4           | Südhang Lobdeburg             | 28.07.1976                          | 2,8         | (Lage) |          |                |
| 5           | Mönchsberg                    | 28.07.1976 / 02.05.1990 Erweiterung | 0,8         | (Lage) |          | weitere Bilder |
| 7           | Pennickental/Fürstenbrunnen   | 27.06.1990                          | 5           | (Lage) |          |                |
| 8           | Pennickental/Neuer Leo-Bruch  | 27.06.1990                          | 5           | (Lage) |          |                |
| 9           | Pennickental/Engländers Bruch | 27.06.1990                          | 5           | (Lage) |          |                |
| 14          | Über der Lutzschke            | 02.05.1990                          | 5           | (Lage) |          | weitere Bilder |
| 18          | Hangwald bei Kunitz           | 23.03.1983                          | 2,36        | (Lage) |          | weitere Bilder |
| 19          | In den Quellen bei Leutra     | 22.10.1984                          | 0,76        | (Lage) |          | weitere Bilder |
| 20          | Am Spitzberg bei Maua         | 22.10.1984                          | 2,65        | (Lage) |          |                |

## Geschützte Landschaftsbestandteile
| Gebiets-Nr. | Gebietsbezeichnung                   | Verordnung vom / Beschluss vom | Fläche (ha) | Lage   | Wikidata | Bild           |
| ----------- | ------------------------------------ | ------------------------------ | ----------- | ------ | -------- | -------------- |
| 1           | Teufelslöcher                        | 12.02.2007                     | 0,41        | (Lage) |          | weitere Bilder |
| 2           | Sachsensümpfe                        | 12.02.2007                     | 1,32        | (Lage) |          |                |
| 6           | In den Bornwiesen                    | 16.10.2007                     | 2,7         | (Lage) |          |                |
| 10          | Heiligenberg                         | 05.09.2008                     | 7,47        | (Lage) |          |                |
| 11          | Gembdenbach                          | 04.05.2006                     | 2,35        | (Lage) |          |                |
| 12          | Die Sachsenecke                      | 05.09.2008                     | 6,51        | (Lage) |          |                |
| 13          | Erlkönig                             | 05.09.2008                     | 2,13        | (Lage) |          |                |
| 15          | Stoys Wiese                          | 16.10.2007                     | 0,87        | (Lage) |          |                |
| 16          | Lämmerborn                           | 12.02.2007                     | 0,42        | (Lage) |          |                |
| 17          | Winterling-Edellaubholzwald          | 16.10.2007                     | 4,35        | (Lage) |          |                |
| 21          | Im Ölste                             | 02.06.1995                     | 1,1         | (Lage) |          |                |
| 22          | Ehemalige Fäkalienfelder am Talstein | 12.02.2007                     | 6,09        | (Lage) |          |                |
| 23          | In der Grunzke                       | 21.09.2005                     | 3,84        | (Lage) |          |                |
| 24          | Glatthaferwiesen Löbstedt            | 17.08.2007                     | 5,12        | (Lage) |          |                |
| 25          | Isserstedter Tümpel                  | 06.10.2004                     | 1,62        | (Lage) |          |                |
| 26          | Serbe-Tümpel                         | 06.10.2004                     | 0,69        | (Lage) |          |                |
| 27          | Hangquellmoor Leutra                 | 16.10.2007                     | 0,49        | (Lage) |          |                |

## Naturschutzgebiete
Die Stadt Jena hat Anteil an sieben Naturschutzgebieten, wovon zwei vollständig im Stadtgebiet und fünf teilweise im Saale-Holzland-Kreis liegen.
| Dok-Nr. | Lage   | Offizielle Bezeichnung                          | Größe in Hektar | Beschreibung | Bild            |
| ------- | ------ | ----------------------------------------------- | --------------- | ------------ | --------------- |
| 148     | (Lage) | Isserstedter Holz                               | 122,3           |              | Bild gesucht BW |
| 149     |        | Hufeisen – Jenzig                               | 627,2           |              | weitere Bilder  |
| 150     |        | Leutratal und Cospoth                           | 586,6           |              | weitere Bilder  |
| 371     |        | Spitzenberg – Schießplatz Rothenstein – Borntal | 527,5           |              | weitere Bilder  |
| 372     |        | Windknollen                                     | 180,7           |              | weitere Bilder  |
| 451     |        | Kernberge und Wöllmisse                         | 2.088,0         |              | weitere Bilder  |
| 452     | (Lage) | Jenaer Forst                                    | 541,4           |              | weitere Bilder  |

## Landschaftsschutzgebiete
| Dok-Nr. | Lage   | Offizielle Bezeichnung                            | Größe in Hektar | Beschreibung | Bild            |
| ------- | ------ | ------------------------------------------------- | --------------- | ------------ | --------------- |
| 32      |        | Mittleres Saaletal zwischen Camburg und Göschwitz | 16.622          |              |                 |
| 104     |        | Saaletal in den Fluren Göschwitz bis Kahla        | 1.431           |              |                 |
| 105     |        | Trießnitz                                         | 15              |              |                 |
| 106     |        | Oberaue                                           | 59              |              |                 |
| 107     | (Lage) | Unteraue                                          | 127             |              | Bild gesucht BW |

## FFH-Gebiete und -objekte
| Dok-Nr. | Lage   | Offizielle Bezeichnung                           | Größe in Hektar | Beschreibung                         | Bild            |
| ------- | ------ | ------------------------------------------------ | --------------- | ------------------------------------ | --------------- |
| 122     | (Lage) | Nerkewitzer Grund – Klingelsteine – Heiligenberg | 410             |                                      | weitere Bilder  |
| 124     |        | Isserstedter Holz – Mühltal – Windknollen        | 809             |                                      | weitere Bilder  |
| 125     |        | Großer Gleisberg – Jenzig                        | 812             |                                      |                 |
| 127     | (Lage) | Jenaer Forst                                     | 852             |                                      | weitere Bilder  |
| 128     |        | Kernberge – Wöllmisse                            | 2.045           |                                      | weitere Bilder  |
| 129     |        | Leutratal – Cospoth – Schießplatz Rothenstein    | 1.723           |                                      | weitere Bilder  |
| 227     | (Lage) | Glatthaferwiesen Löbstedt                        | 7               |                                      | Bild gesucht BW |
| F29     | (Lage) | FFH-Objekt Kirche Cospeda                        |                 | Wochenstube der Kleinen Hufeisennase | weitere Bilder  |
| F30     | (Lage) | FFH-Objekt Kirchboden Kunitz                     |                 |                                      |                 |

## Europäische Vogelschutzgebiete
| Name                                        | Bild | Kennung            | Kreis                                                                                           | Einzelheiten | Position | Fläche Hektar | Datum |
| ------------------------------------------- | ---- | ------------------ | ----------------------------------------------------------------------------------------------- | ------------ | -------- | ------------- | ----- |
| Muschelkalkhänge der westlichen Saaleplatte | BW   | 33 WDPA: 555537617 | Jena, Saale-Holzland-Kreis, Ilm-Kreis, Saale-Holzland-Kreis, Saalfeld-Rudolstadt, Weimarer Land |              | ⊙        | 10.824        |       |
| Legende für Fauna-Flora-Habitat             |      |                    |                                                                                                 |              |          |               |       |